# Park Nordseeküste
Park Nordseeküste is een bungalowpark aan de Waddenzeedijk ten noordwesten van het dorp Tossens, gemeente Butjadingen, Duitsland. Het park werd geopend in 1992 als Nordsee Tropen Parc en wordt sinds 2005 door Center Parcs geëxploiteerd. Het park heeft als classificatie 3 Center Parcs-vogels, de laagste categorie en ligt aan de Duitse Noordzeekust. Het park is niet autovrij, zoals de meeste andere Center Parcs parken dit wel zijn.

## Geschiedenis

### Opening en beginjaren
Het park opende in 1992 als Tossens Nordsee Tropen Parc. Het werd het geëxploiteerd door de Treff-Gruppe, tot 1995. Daarna werd het park overgenomen door Holiday Inn, die een uitbreiding realiseerde. De oude naam werd behouden. Vanaf 1 januari 2002 werd de exploitatie van het park overgedragen aan Upstalsboom. Het park werd hernoemd naar Upstalsboom Nordsee Tropen Parc Tossens.

### Center Parcs en Sunparks
In 2004 werd bekend dat Center Parcs Pierre et Vacances het park overneemt. Dit park werd onder de "subbrand" SeaSpirit from Center Parcs, die gecreëerd was om de overgang van het oude Gran Dorado naar Center Parcs vloeiend te laten verlopen, hoewel dit park nooit tot de Grand Dorado group behoord heeft.
Voor het park betekende dit een kleine restyling. Het subtropisch zwembad werd Aqua Mundo, het centrale deel met winkels werd hernoemd tot Market Dome en de bungalows veranderden in cottages. Het park werd hernoemd naar SeaSpirit from Center Parcs Butjadinger Küste. In 2006 ging deze indeling alweer op de schop en verdwenen de subbrands. Alle parken heetten vanaf toen gewoon Center Parcs. Ze werden naar klasse ingedeeld, aangeduid met een aantal vogeltjes. Butjadinger Küste kwam in de 4-vogeltjescategorie, met als nevencategorie "EasyGo Park".
In 2009 werd besloten enkele oud-Gran Dorado parken en aangekochte parken over te dragen naar het Belgische merk Sunparks. De Pierre & Vacances Center Parcs Group had deze keten inmiddels gekocht. Er werd een duidelijk onderscheid gemaakt: de Center Parcs parken boden genoeg vertier op het park zelf, de Sunparks parken waren ideaal om de omgeving te verkennen. Dit park heette vanaf 2009 Sunparks Nordseeküste. Het merk Sunparks bleek echter buiten België niet aan te slaan en het park ging in 2011, net als de overige parken, weer terug naar Center Parcs. Het merk Sunparks verdween na amper 2 jaar weer volledig uit Duitsland. Het park heet sindsdien Center Parcs Nordseeküste en valt nu in de 3-vogeltjescategorie.
In 2019 werd bekend gemaakt dat ten noordoosten van de Aqua Mundo 42 nieuwe cottages zullen worden gebouwd.

## Parkindeling
Het park bestaat uit twee delen, gescheiden door de Nordseeallee:
|                | Noordoostkant (parc 1) | Zuidwestkant (parc 2) |
| -------------- | ---------------------- | --------------------- |
| Geopend in     | 1992                   | 1995                  |
| Cottagenummers | 329 t/m 483            | 501 t/m 854           |
| Extra          | Hotelkamers (78)       | Appartementen (97)    |

## Cottagetypen
Het park heeft 248 bungalows, in drie verschillende categorieën, genaamd cottages: Comfort, Premium en VIP. Er is tevens een viersterrenhotel met 78 kamers en een appartementencomplex met 97 appartementen.

## Faciliteiten

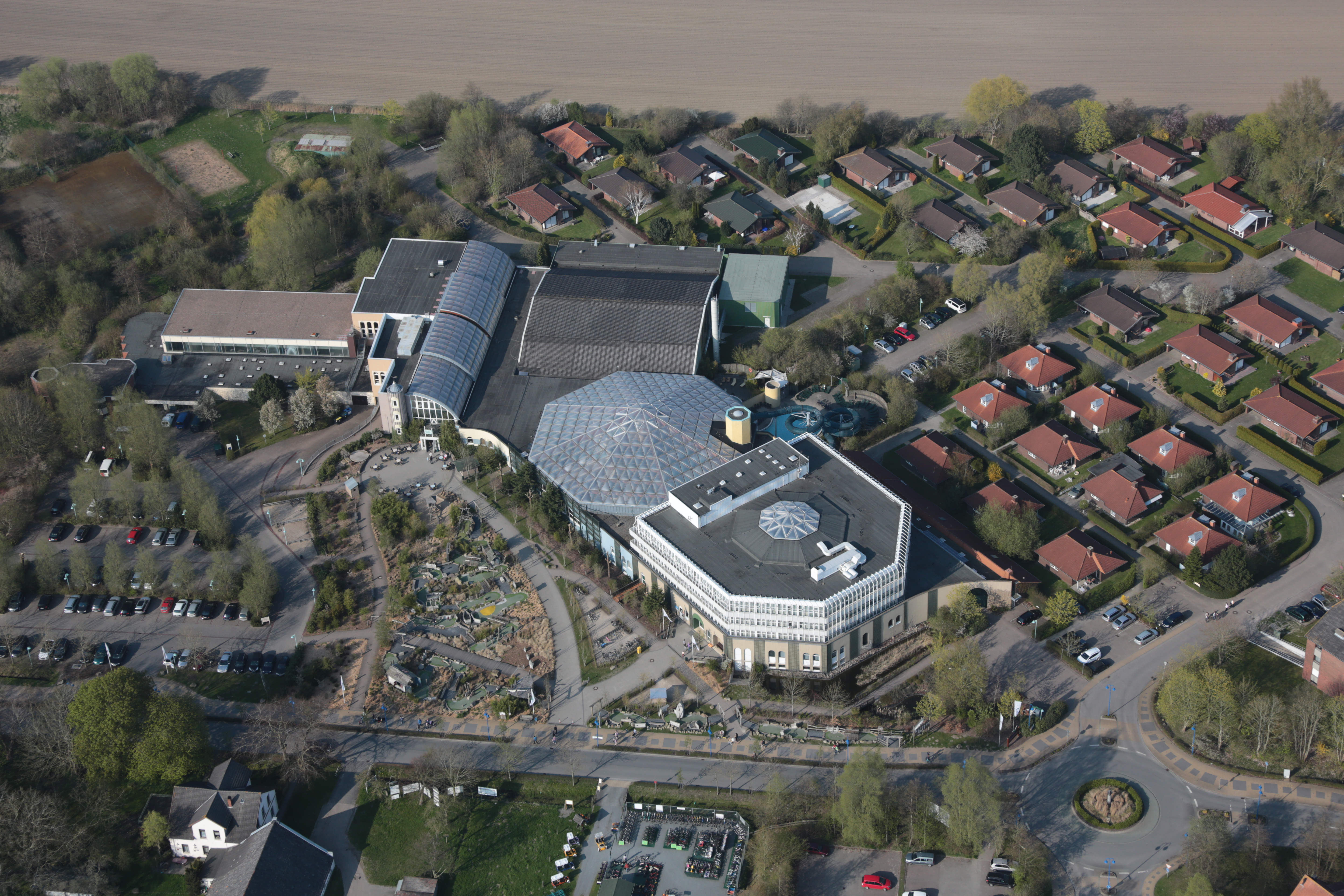
Aqua Mundo en Market Dome

Het park heeft onder andere de volgende faciliteiten:
- Market Dome: met supermarkt, winkeltjes, market restaurant en trattoria
- Aqua Mundo: bestaande uit vier verdiepingen, met golfslagbad, glijbanen, een Crazy River en een sauna